# Manheim (Pennsylvanie)
Pour les articles homonymes, voir Manheim (Kerpen) et Manheim (New York).
Manheim (Mannem en allemand de Pennsylvanie) est un borough dans le comté de Lancaster en Pennsylvanie.